# Août 1848

## Événements
- 1er août, France :
  - le premier numéro de L'Événement, journal inspiré par Victor Hugo, dirigé par Charles et François-Victor Hugo, Auguste Vacquerie et Paul Meurice, est mis en vente;
  - premier « train de plaisir » de Paris à Dieppe, début du tourisme ferroviaire et de l'exode bientôt traditionnel des habitants de la capitale au mois d'août.
- 3 août : Charles-Albert doit signer l’armistice Salasco et se retire dans ses États.
- 7 août : le Français Gustave de Beaumont est nommé ministre plénipotentiaire à Londres.
- 8 août :
  - France : dans L'Événement, publication d'une lettre de Victor Hugo affirmant qu'il est « absolument étranger » à la rédaction de ce journal.
  - Italie : le peuple bolonais chasse les Autrichiens de la ville
- 11 août :
- La République est de nouveau proclamée à Venise par Daniele Manin.
- Loi française qui réduit la liberté de presse.
- 13 août, France : 
  - À la Constituante, discours de Victor Hugo : « Pour les secours aux transportés ».
  - Sous la présidence de l'évêque de Langres, un bureau destiné à venir en aide aux déportés de juin est créé. Victor Hugo en assure la vice-présidence.
- 17 août, France : le Théâtre historique reprend Marie Tudor.
- 24 août, France : adoption du timbre-poste.
- 25 août, France : par 493 voix contre 292, la Constituante autorise des poursuites contre Louis Blanc et Caussidière. Victor Hugo vote contre.
- 26 août : les derniers insurgés italiens sont vaincus.
- 28 août :
  - Les Boers, chassés de Natal en 1843, se heurtent aux forces britanniques à Boomplats et sont repoussés au nord du Vaal ;
  - La Grande-Bretagne annexe l’État d'Orange.
- 29 août, France : à la Constituante, à l'issue du débat touchant la publication des documents trouvés aux Tuileries, Victor Hugo vote contre (avec la gauche).

## Naissances
- 16 août : Francis Darwin (mort en 1925), botaniste britannique.
- 19 août : Gustave Caillebotte, peintre français († 21 février 1894).
- 21 août : Paul-Pierre Henry (mort en 1905), opticien et astronome français.

## Décès
- 7 août : Jöns Jacob Berzelius (né en 1779), chimiste suédois.
- 12 août : George Stephenson (né en 1781), ingénieur britannique.
- 29 août : Xavier Hommaire de Hell (né en 1812), ingénieur, géologue et géographe français.